# ピーター・ハミルトン・レーブン
ピーター・ハミルトン・レーブン（Peter Hamilton Raven FMLS、1936年6月13日 - ）は、アメリカ合衆国の植物学者である。ミズーリ植物園の園長を長く務め、名誉会長に任じられた。

## 略歴
中華民国上海市にアメリカ人の両親のもとに生まれた。父親の叔父は第二次世界大戦前の中国で最も裕福なアメリカ人の一人であったが、金融上のスキャンダルで投獄された。このことや、日本の中国進出によってレーブン家は1930年代後半にサンフランシスコに帰国した。
若い持代から、カリフォルニア科学アカデミーの会員になり、カリフォルニア大学バークレー校を卒業し、1960年にカリフォルニア大学ロサンゼルス校から植物学の博士号を取得した。スタンフォード大学で教えた後、1971年にミズーリ植物園の園長となり、その職を2011年まで続けた。
著書には、ポール・R・エーリック（Paul R. Ehrlich）と共著の"Butterflies and Plants: A Study in Coevolution"（「蝶と植物：共進化の研究」）やアカバナ科に関する多くの論文、著書を執筆した。エバート（Ray F. Evert） とエイクホーン（Susan E. Eichhorn）と共著のテキスト、"Biology of Plants"を執筆した。中国科学院の編纂した『中国植物志』の英語版、"Flora of China"を呉征鎰、洪德元とともに編集した。
1986年に国際生物学賞、1997年フィリップ・アベルソン賞、2000年にアメリカ国家科学賞を受賞した他、国際植物分類学会のエングラー・メダルや、コスモス国際賞(2003年）などを受賞している。2000年にアメリカ植物分類学会は、植物分類学や非科学者への啓蒙のための優れた著作の著者に贈られる、Peter Raven Award を創設した。